# María José Toro Nozal
María José Toro Nozal (Santa Cristina de la Polvorosa, província de Zamora, Espanya, 28 d'abril de 1957) exerceix com a professora titular i investigadora a la Universitat d'Alcalá, encara que és llicenciada en química per la Universitat Complutense de Madrid (1979) la seua trajectòria científica se centra en l'especialitat de bioquímica.
Fora d'Espanya la seva carrera acadèmica es desenvolupa amb qualitat d'investigadora en el Departament de Biologia Cel·lular Baylor College of Medicine (Houston, Texas, EUA), com a coordinadora acadèmica del Mestratge en Bioquímica Clínica a la Universitat Nacional Autònoma de Nicaragua (León, Mèxic) i també participa en un projecte de muntatge d'una unitat de cultius de cèl·lules animals, a la Universitat de Concepción, Xile.
Fora de l'àmbit purament acadèmic ha exercit càrrecs com: Assessorament per al muntatge, organització i bioseguretat de laboratoris de recerca del CNIO (Institut de Salut de Carlos III), directora del Servei Central de Suport de la Recerca (SCAI en castellà), de la Universitat de Màlaga; vicerectora de Relacions Internacionals i Extensió Universitària (2006 - fins avui) i directora del Centre de Recerca i Control de la Qualitat des de 2004 fins a 2006. Des de 2015 és un dels deu membres de la coneguda com “nueva Sección de Consumo del Comité Científico de la Agencia Española de Consumo, Seguridad Alimentaria y Nutrición (AECOSAN)”. També ha estat nomenada Vicerectora de Relacions Internacionals i Extensió Universitària de la Universitat d'Alcalá.

## Trajectòria acadèmica
Va començar els seus estudis a l'institut públic Ortega y Gasset a Madrid (1968-1974). Després comença la seva llicenciatura en química a la Universitat Complutense de Madrid (1974-1979), encara que el seu interès va desembocar en la branca de la bioquímica, com es pot entreveure ja en el títol de la seva tesi doctorat: "Efectos de la administración aguda de TDH i Somatostatina sobre la distribución subcelular de calmodulina y de actividades dependientes de calmodulina en Adenohipòfisi de rata", el director de la qual va ser Eladio Montoya Melgar.
Després de realitzar amb èxit els projectes al Baylor College of Medicine, es va reincorporar com a becària (MEC) (1986-1989) i posteriorment com a professora titular a la Universitat d'Alcalá, on ha impartit docència en multitud de llicenciatures (farmàcia, medicina, química, biologia, etc).